# Edaphosauridae
Edaphosauridae jsou čeleď vyhynulých pozdně prvohorních synapsidů, resp. pelykosaurů. Jejich fosilie pocházejí z území Evropy a Severní Ameriky z období karbonu a permu (asi před 307 až 272 miliony let).

## Popis

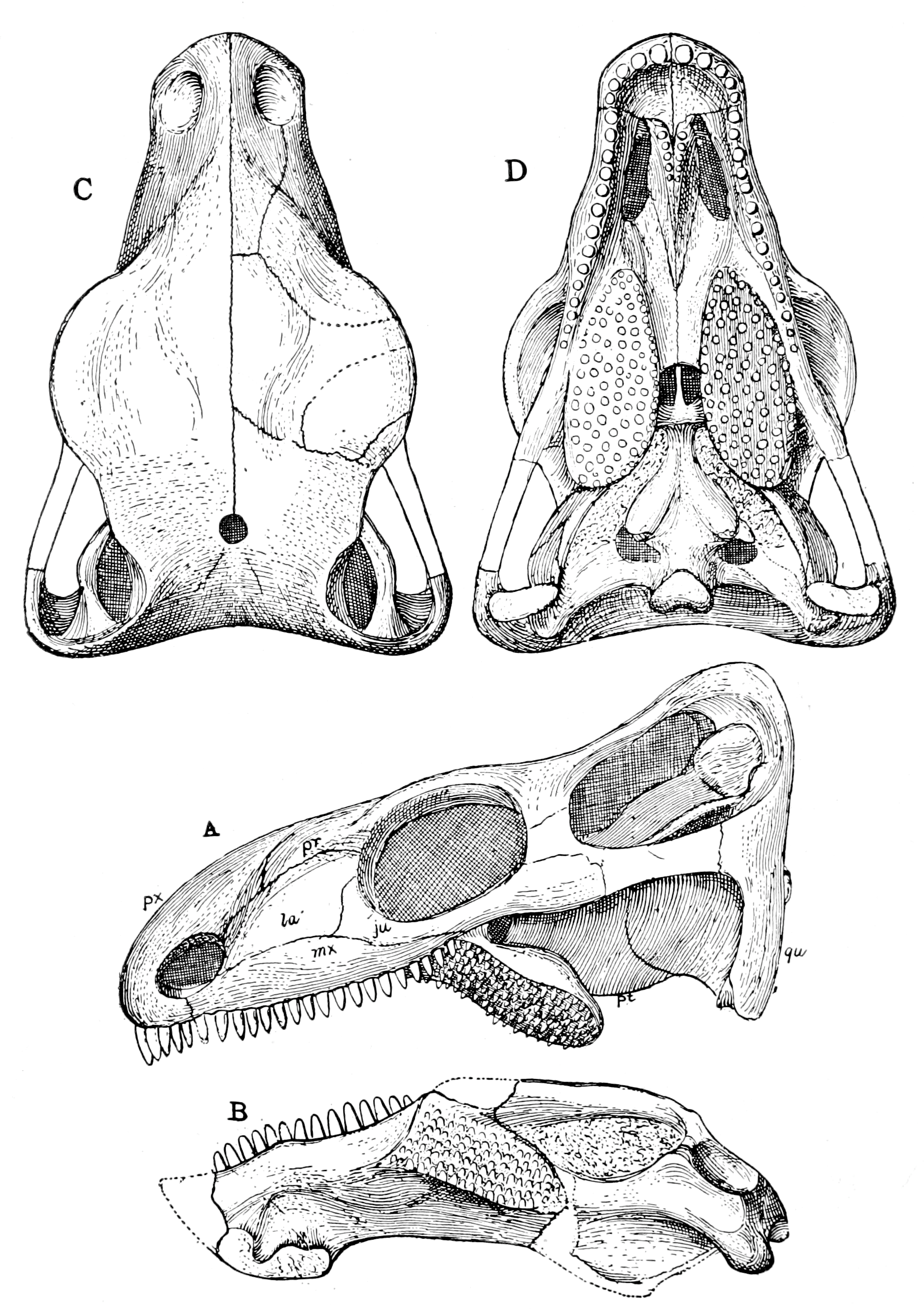
Lebka rodu Edaphosaurus

Pelykosauři z čeledi Edaphosauridae byli především specializovaní býložravci. Zřejmě nejznámějším rodem je Edaphosaurus, jehož zástupci pocházejí z evropských i severoamerických nalezišť a v závislosti na druhu dosahovali tělesné délky 100 cm až přibližně 325 cm. Lebka edafosaura již vykazuje typické adaptace pro výhradně býložravý způsob života. V porovnání se zbytkem těla je velmi malá a krátká, kompaktně stavěná, s hluboce posazenou dolní čelistí, jejíž specializovaný kloub umožňoval propalinální (předozadní) pohyb. Konzumaci rostlinné potravy napomáhaly dva typy zubů: vyjma „klasických“ zubů, které byly zasazeny šikmo a umožňovaly „odřezávat“ vegetaci, to byly především mohutné zubní desky, jež se nacházely na patře a protilehlých částech dolní čelisti. Tvořilo je asi 150 malých, kuželovitých zubů a jejich úlohou se stalo drcení přijímané potravy. Jiné rody, jako svrchněkarbonský Ianthasaurus, jehož lebka dosahovala velikosti pouhých 8 cm, nicméně nemají natolik odvozený chrup a jejich ostré, mírně zploštělé a zakřivené zuby svědčí spíše pro hmyzožravý způsob života.
Význačným znakem této synapsidní čeledi je rovněž výrazná hřbetní plachta, jež byla tvořena výběžky krčních a hřbetních obratlů. Význam této adaptace zůstává nejasný, plachta mohla mít úlohu v termoregulaci, v uchovávání zásobních látek, sloužit jako biomechanické zesílení páteře či mít roli v sociálním chování.

## Fylogeneze a stratigrafický výskyt

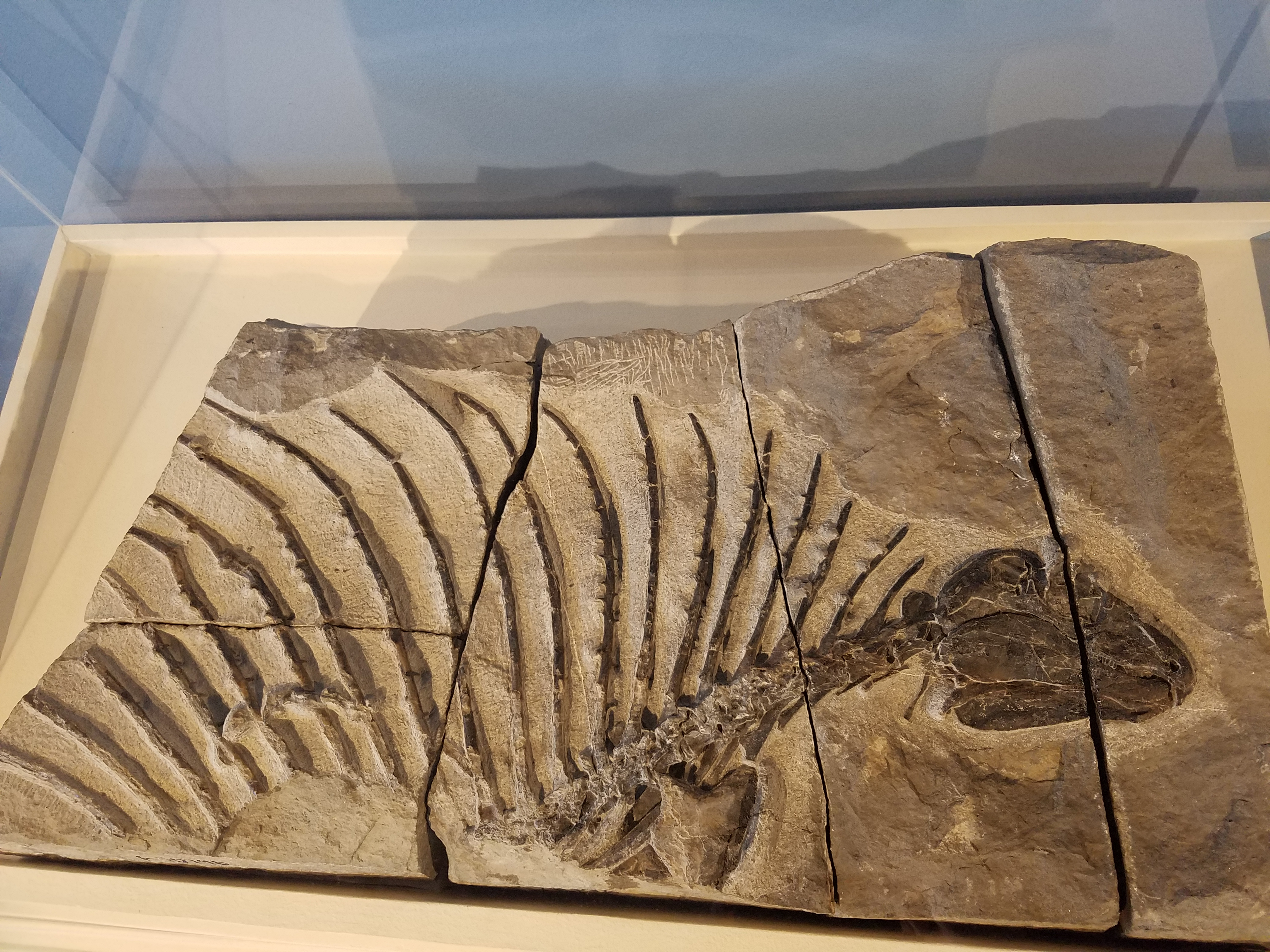
Rod Gordodon, kostra

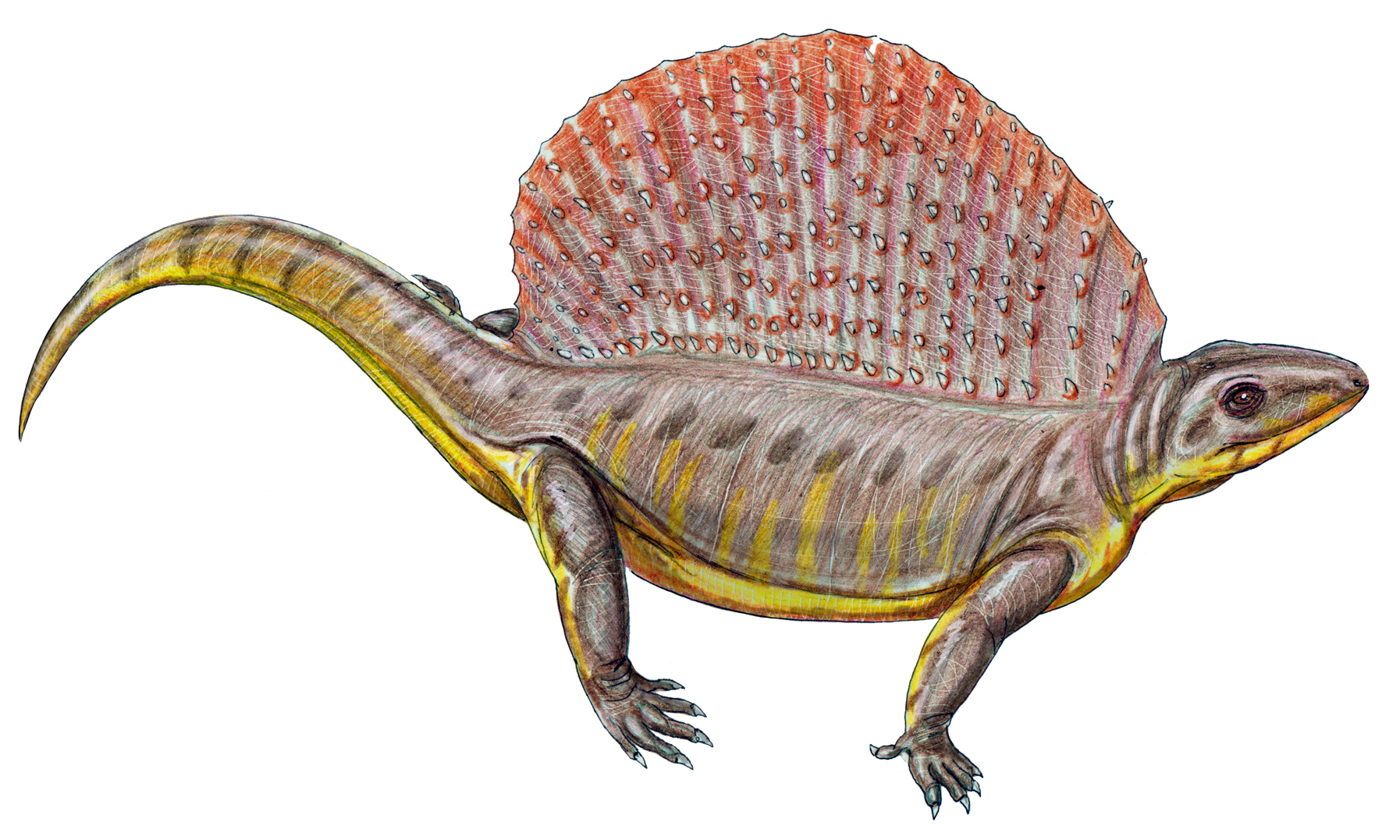
Rod Bohemiclavulus, rekonstrukce

Fosilní nálezy čeledi Edaphosauridae se datují od pozdního karbonu až do spodního permu a pocházejí ze Severní Ameriky a Evropy (Německo, Česko). Její zástupci jsou řazeni mezi tzv. pelykosaury, což je parafyletická – a proto spíše neformální – skupina raných synapsidů, jež by v monofyletické podobě měla zahrnovat i skupinu Therapsida (včetně savců). Na základě svého býložravého způsobu života a povrchní podobnosti s čeledí Caseidae, jinými býložravými pelykosaury té doby, byly obě čeledi v některých starších systémech řazeny do společného taxonu Edaphosauria. Nálezy rodu Edaphosaurus sahají až do karbonského pennsylvanianu, čímž čeleď Caseidae ve fosilním záznamu předcházejí – edaphosauři by tak představovali první velké býložravce Země, nejdokonaleji adaptované stravě s vysokým množstvím vlákniny. Čeleď Edaphosauridae je zároveň blízce příbuzná s čeledí Sphenacodontidae, jejíž zástupci se mj. rovněž vyznačovali přítomností hřbetní plachty. Tato struktura se však u obou skupin liší co do anatomických detailů, konkrétně např. přítomností bočních výběžků u čeledi Edaphosauridae, což naznačuje její nezávislý původ.
Následný kladogram vychází z :
|  | Ophiacodontidae |
|  |                 |
|  | Varanopidae     |
|  |                 |

|  | Eothyrididae |
|  |              |
|  | Caseidae     |
|  |              |

|  | Edaphosauridae                                                  |
|  |                                                                 |
|  | \| \| Sphenacodontidae \| \| \| \| \| \| Therapsida \| \| \| \| |
|  |                                                                 |
|  | Sphenacodontidae                                                |
|  |                                                                 |
|  | Therapsida                                                      |
|  |                                                                 |

|  | Sphenacodontidae |
|  |                  |
|  | Therapsida       |
|  |                  |

|  | Eothyrididae |
|  |              |
|  | Caseidae     |
|  |              |

|  | Edaphosauridae                                                  |
|  |                                                                 |
|  | \| \| Sphenacodontidae \| \| \| \| \| \| Therapsida \| \| \| \| |
|  |                                                                 |
|  | Sphenacodontidae                                                |
|  |                                                                 |
|  | Therapsida                                                      |
|  |                                                                 |

|  | Sphenacodontidae |
|  |                  |
|  | Therapsida       |
|  |                  |

|  | Ophiacodontidae |
|  |                 |
|  | Varanopidae     |
|  |                 |

|  | Eothyrididae |
|  |              |
|  | Caseidae     |
|  |              |

|  | Edaphosauridae                                                  |
|  |                                                                 |
|  | \| \| Sphenacodontidae \| \| \| \| \| \| Therapsida \| \| \| \| |
|  |                                                                 |
|  | Sphenacodontidae                                                |
|  |                                                                 |
|  | Therapsida                                                      |
|  |                                                                 |

|  | Sphenacodontidae |
|  |                  |
|  | Therapsida       |
|  |                  |

|  | Eothyrididae |
|  |              |
|  | Caseidae     |
|  |              |

|  | Edaphosauridae                                                  |
|  |                                                                 |
|  | \| \| Sphenacodontidae \| \| \| \| \| \| Therapsida \| \| \| \| |
|  |                                                                 |
|  | Sphenacodontidae                                                |
|  |                                                                 |
|  | Therapsida                                                      |
|  |                                                                 |

|  | Sphenacodontidae |
|  |                  |
|  | Therapsida       |
|  |                  |

|  | Ophiacodontidae |
|  |                 |
|  | Varanopidae     |
|  |                 |

|  | Eothyrididae |
|  |              |
|  | Caseidae     |
|  |              |

|  | Edaphosauridae                                                  |
|  |                                                                 |
|  | \| \| Sphenacodontidae \| \| \| \| \| \| Therapsida \| \| \| \| |
|  |                                                                 |
|  | Sphenacodontidae                                                |
|  |                                                                 |
|  | Therapsida                                                      |
|  |                                                                 |

|  | Sphenacodontidae |
|  |                  |
|  | Therapsida       |
|  |                  |

|  | Eothyrididae |
|  |              |
|  | Caseidae     |
|  |              |

|  | Edaphosauridae                                                  |
|  |                                                                 |
|  | \| \| Sphenacodontidae \| \| \| \| \| \| Therapsida \| \| \| \| |
|  |                                                                 |
|  | Sphenacodontidae                                                |
|  |                                                                 |
|  | Therapsida                                                      |
|  |                                                                 |

|  | Sphenacodontidae |
|  |                  |
|  | Therapsida       |
|  |                  |

|  | Ophiacodontidae |
|  |                 |
|  | Varanopidae     |
|  |                 |

|  | Eothyrididae |
|  |              |
|  | Caseidae     |
|  |              |

|  | Edaphosauridae                                                  |
|  |                                                                 |
|  | \| \| Sphenacodontidae \| \| \| \| \| \| Therapsida \| \| \| \| |
|  |                                                                 |
|  | Sphenacodontidae                                                |
|  |                                                                 |
|  | Therapsida                                                      |
|  |                                                                 |

|  | Sphenacodontidae |
|  |                  |
|  | Therapsida       |
|  |                  |

|  | Eothyrididae |
|  |              |
|  | Caseidae     |
|  |              |

|  | Edaphosauridae                                                  |
|  |                                                                 |
|  | \| \| Sphenacodontidae \| \| \| \| \| \| Therapsida \| \| \| \| |
|  |                                                                 |
|  | Sphenacodontidae                                                |
|  |                                                                 |
|  | Therapsida                                                      |
|  |                                                                 |

|  | Sphenacodontidae |
|  |                  |
|  | Therapsida       |
|  |                  |